# Torpeda Tp 41
Tp 41 – szwedzka torpeda elektryczna wprowadzona do uzbrojenia pod koniec lat 60. W połowie lat 70. zastąpiona przez torpedę Tp 42.
Tp 41 była torpedą lekką, przeznaczoną do zwalczania celów podwodnych (cele nawodne miała zwalczać Tp 61). Miała nietypowy, niestosowany poza Szwecją kaliber 400 mm (standard NATO to 324 mm). Tp 41 miała aktywny akustyczny system naprowadzania i była napędzana silnikiem elektrycznym.